# WANTED! for the love
「WANTED! for the love 」（ウォンテッド・フォア・ザ ラブ）は、ニードレス★ガールズ+の2枚目のシングル。2009年11月11日にGloryHeavenから発売された。

## 概要
表題曲「WANTED! for the love」は、テレビアニメ『NEEDLESS』の後期エンディングテーマ。イヴ（喜多村英梨）、ディスク（加藤英美里）、セツナ（後藤沙緒里）、未央（牧野由依）、梔（茅原実里）の5人が歌っている。カップリングは「WANTED! for the love」のリミックスの他、KILLER GIRLS（ほのか（井口裕香）、なつき（真堂圭）、結愛（竹達彩奈））が歌う第19話挿入歌「わたしはジュースでココナッツ」が収録されている。この曲は「WANTED! for the love」の歌詞・アレンジ違いである。CDジャケットには、表題の通りイヴ、ディスク、セツナ、未央、梔の5人が指名手配されているイラストが描かれている。

## 収録曲
1. WANTED! for the love [3:47]
歌：ニードレス★ガールズ+（イヴ（喜多村英梨）、ディスク（加藤英美里）、セツナ（後藤沙緒里）、未央（牧野由依）、梔（茅原実里））
  - テレビアニメ『NEEDLESS』後期エンディングテーマ

作詞：畑亜貴、作曲・編曲：綾原圭司
2. わたしはジュースでココナッツ [5:14]
歌：KILLER GIRLS（ほのか（井口裕香）、なつき（真堂圭）、結愛（竹達彩奈））
作詞：畑亜貴、作曲・編曲：綾原圭司
  - テレビアニメ『NEEDLESS』第19話挿入歌
3. WANTED! for the love 〜House in the meee!mix〜 [3:54]
リミキサー：Motoki Sekino
4. WANTED! for the love（Off vocal）
5. わたしはジュースでココナッツ（Off vocal）